# Драк Абрам Матвійович
Абрам (Аркадій) Матвійович Драк (нар. 27 серпня 1925, Харків — пом. 13 грудня 2002, Київ) — український мистецтвознавець, музеєзнавець; член Спілки радянських художників України з 1966 року. Син художника Матвія Драка.

## Біографія
Народився 27 серпня 1925 року в місті Харкові (нині Україна). У Червоній армії з 22 січня 1943 року. Брав участь у німецько-радянській війні. Нагороджений орденами Червоної Зірки (16 січня 1945), Вітчизняної війни І ступеня (6 квітня 1985), медаллю «За перемогу над Німеччиною» (9 травня 1945).
1952 року закінчив Київський інститут театрального мистецтва. З 1952 року працював у Києві, науковим співробітником Музею театрального, музичного та кіномистецтва України; з 1958 року — старшим науковим співробітником; у 1968—1988 роках — заступником директора з наукової роботи. Жив у Києві, в будинку на вулиці Маяковського, № 2/1, квартира № 12 та в будинку на вулиці Кіквідзе, № 4-А, квартира № 70. Помер у Києві 13 грудня 2002 року.

## Наукова діяльність
Працював у галузі мистецтвознавства та художньої критики. Автор книг і статей:
- «Українське театрально-декораційне мистецтво» (1961);
- «Олександр Веніамінович Хвостенко-Хвостов» (1962);
- «Державний музей театрального, музичного і кіномистецтва України: Путівник» (1981);
- «Театральна студія сьогодні» // Культура і життя. 1985. № 33;
- «Спадщина, яку ми так і не осягнули» // Український театр. 1994. № 1;
- «Голос из-под панциря» (збірка віршів, 1995);
- «Сценографія» у структурі театрального синтезу» // Записки Наукового товариства імені Шевченка. 1999. Т. 237.

Автор сценаріїв фільмів Київської студії науково-популярних фільмів і Київської студії хронікально-документальних фільмів:
- «Микола Самокиш» (1966);
- «Героїчні акорди» (1966);
- «Пам'ятники народного подвигу» (1967).

У 1981 році був ініціатором та організатором 1-ї стаціонарної виставки «Український драматичний театр».
Є одним з авторів експозиції Музею театрального, музичного та кіномистецтва України, створеної на межі 1980-х років, яку визнано однією з найцікавіших в Україні. 
Брав участь, як науковий керівник, у створенні меморіальних музеїв Марії Заньковецької, Миколи Лисенка у Києві, низки інших меморіальних і притеатральних музеїв в Україні.